# Peripentadenia mearsii
Peripentadenia mearsii är en tvåhjärtbladig växtart som först beskrevs av Cyril Tenison White, och fick sitt nu gällande namn av L. S. Smith. Peripentadenia mearsii ingår i släktet Peripentadenia och familjen Elaeocarpaceae. Inga underarter finns listade i Catalogue of Life.